# Sarsiella disparalis
Sarsiella disparalis är en kräftdjursart. Sarsiella disparalis ingår i släktet Sarsiella och familjen Sarsiellidae. Inga underarter finns listade i Catalogue of Life.